# Lomatia polymorpha
Lomatia polymorpha är en tvåhjärtbladig växtart som beskrevs av Robert Brown. Lomatia polymorpha ingår i släktet Lomatia och familjen Proteaceae. Inga underarter finns listade i Catalogue of Life.